# Tom Baker
För andra betydelser, se Tom Baker (olika betydelser).
Thomas Stewart "Tom" Baker,  född 20 januari 1934 i Liverpool, är en brittisk skådespelare, främst känd som den fjärde inkarnationen av Doktorn i TV-serien Doctor Who, en roll som han hade 1974–1981, och som berättarröst i TV-serien Little Britain. Han har även medverkat i den brittiska TV-serien Randall & Hopkirk (Deceased) 2000–2001, och som Donald Ulysses MacDonald i Karl för sin kilt, han spelade myrslingerbulten Surpöl i BBC-filmatiseringen av Silvertronen från 1990.

## Doctor Who
År 1974 fick Baker rollen som "Doktorn" efter att Jon Pertwee lämnat serien. Han fick jobbet till stor del tack vare sina insatser i The Golden Voyage of Sinbad. Baker arbetade vid tiden som byggnadsarbetare då han hade svårt att få arbete som skådespelare. Han fick smeknamnet "Boiler Suit Tom" av medierna, eftersom han vid en presskonferens fick byta sin enkla beklädnad mot en gammal uppsättning kläder från en tv-studio. 
Han gjorde snabbt rollen till sin egen. Kostym med en lång halsduk och Doktorns förkärlek till "jelly babies" gjorde att han omedelbart blev en igenkännbar figur. Hans beslut att sluta serien 1981 gjorde många anhängare upprörda och han anses vara den mest populära Doktorn. Baker spelade rollen i sju år och är den skådespelare som innehaft rollen under längst tid. Han föreslog själv många av Doktorns egenskaper, såsom den utmärkande halsduken. Kvinnan som stickade den hade missförstått och använt allt garn som hon fick vilket gjorde den löjligt lång.
Av de skådespelare som haft rollen som Doctor Who, är Tom Baker en av ytterst få som aldrig återvänt till tv-serien för att upprepa sin roll. 1983 ombads han återvända för seriens 20-årsjubileum, men han avböjde, och opublicerat material från en episod som i samband med en strejk 1979 aldrig färdigställts, användes istället.